# András Wanié
Dans le nom hongrois Wanié András, le nom de famille précède le prénom, mais cet article utilise l’ordre habituel en français András Wanié, où le prénom précède le nom.
András Wanié, né le 23 avril 1911 à Szeged et mort le 12 novembre 1976 à Sacramento, est un nageur hongrois.

## Carrière
András Wanié participe aux Jeux olympiques d'été de 1932 à Los Angeles et remporte la médaille de bronze dans l'épreuve du 4 × 200 m nage libre avec András Székely, István Bárány et László Szabados.

## Palmarès

### Championnats d'Europe
- Championnats d'Europe 1926 à Budapest 
  -  Médaille d'argent du relais 4 × 200 m nage libre.
- Championnats d'Europe 1927 à Bologne ( Italie)
  -  Médaille de bronze du relais 4 × 200 m nage libre.
- Championnats d'Europe 1931 à Paris ( France)
  -  Médaille d'or du relais 4 × 200 m nage libre.